# (35674) 1998 VC32
1998 في سي 32 (ويعرف أيضًا باسم (35674) 1998 في سي 32 وفق تسمية الكوكب الصغير) (بالإنجليزية: 1998 VC32)‏ هو كويكب ضمن حزام الكويكبات؛ وترتيبه 35674 من حيث الاكتشاف.
اكتُشف هذا الجُرم الفلكي بواسطة بحث لنكولن عن الكويكبات القريبة من الأرض في 14 نوفمبر 1998.

## وصلات خارجية
- (35674) 1998 VC32 في قاعدة بيانات مختبر الدفع النفاث لأجرام النظام الشمسي الصغيرة

- الاكتشاف · مخطط المدار ·  العناصر المدارية · المعلمات المادية

- (35674) 1998 VC32 على موقع ويكي سكاي: DSS2, SDSS, GALEX, IRAS, Hydrogen α, X-Ray, Astrophoto, Sky Map, Articles and images